# Hassan Kassayi
Hassan Kassayi ou Hassan Kasaei, (25 septembre 1928, Esfahan - 14 juin 2012) est l'un des plus éminents musiciens traditionnels iraniens. C'est un virtuose de la flûte ney. Il joue aussi le luth setâr, et connaît le chant.
Il a appris la musique avec son père Javad Kasaei, puis avec Jalal Tadj Esfahani et Adib Khansari (chant), Mehdi Navaei (ney) et Abol Hassan Saba (en) pour le Radif.
Parmi ses élèves figurent Mohammad Mussavi, Nematollah Sotoudeh, Manouchehr Borjian, Kamal Same et Manouchehr Ghayouri.

## Liens
- (en) Biographie